# Dominio (territorio)

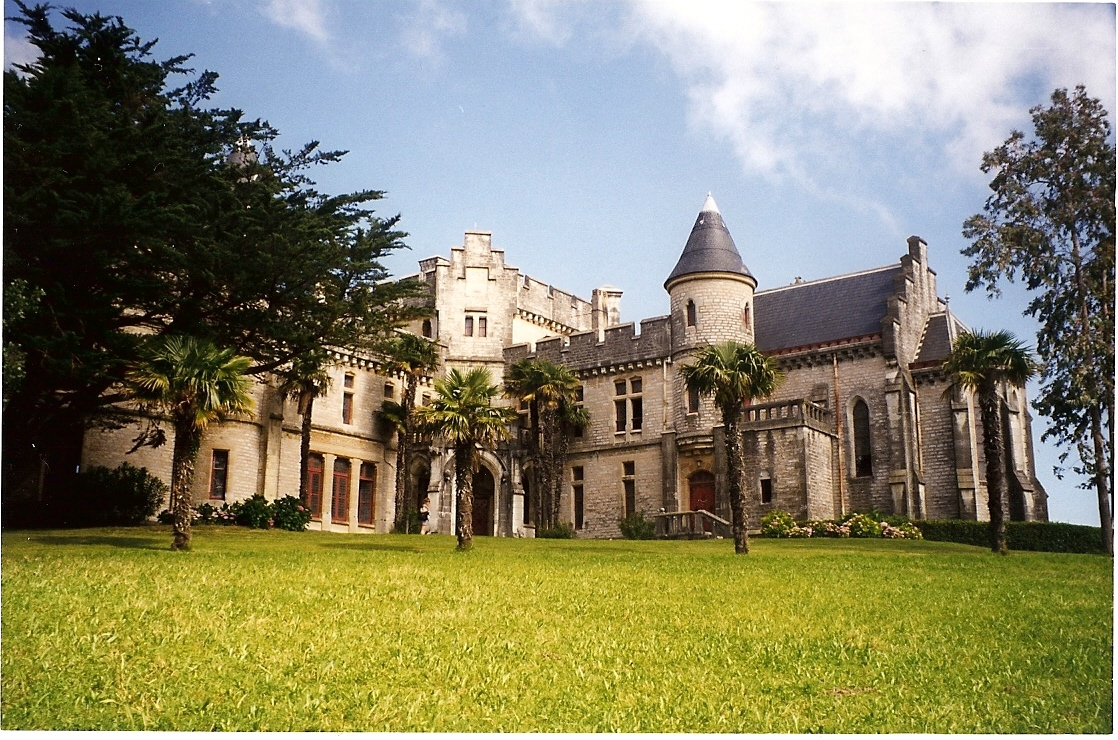
Palacio de Abbadie situado en el dominio de su nombre, Hendaya (Pirineos Atlánticos), Francia

Un dominio (del latín dominium con el significado de «propiedad») es el conjunto de casas, dependencias y tierras agrícolas que rodean los jardines y los terrenos de una propiedad muy grande, como una casa de campo, casa solar, castillo, palacio o un hotel particular. También es el término moderno para definir una mansión (casa-solariega). Se trata en general de una sucesión porque los beneficios de sus productos o los alquileres son suficientes para mantener dicho dominio. Es un concepto muy utilizado sobre todo en Francia (domaine en francés).